# Берзтеланд
Берзтеланд (њем. Bersteland) општина је у њемачкој савезној држави Бранденбург. Једно је од 37 општинских средишта округа Даме-Шпревалд. Према процјени из 2010. у општини је живјело 930 становника. Посједује регионалну шифру (AGS) 12061017.

## Географски и демографски подаци
Берзтеланд се налази у савезној држави Бранденбург у округу Даме-Шпревалд. Општина се налази на надморској висини од 54 метра. Површина општине износи 29,3 km².

## Становништво
У самом мјесту је, према процјени из 2010. године, живјело 930 становника. Просјечна густина становништва износи 32 становника/km².